# سجين الليل (فلم)
سجين الليل، فيلم سينمائى درامى مصرى، إنتاج 1963 إخراج: محمود فريد، تأليف: يوسف ادريس تمثيَل : شكري سرحان، مختار أمين.

## القصة
تدور قصة الفيلم حول مجرم خطير - الغريب - تطاردة الشرطة ، يخرج ليلا للسرقة و تفشل الشرطة في اللحاق به ،يلتقي الغريب بطالب جامعي ثري وتقوم بينهما صداقة وطيدة ، يلمس الشاب الجانب الخفي من شخصية السفاح الذي ينشر الرعب في القرية حيث يراه يبكي زوجته ويحاول الوصول الي ابنته التي اصيبت أثناء مطارده الشرطة له في احدي المطاردات ، ويطلب الطالب الجامعي من المجرم أن يعلمه كيف يقتل لأن للطالب لديه عقدة نفسية سببها أن والدته تسيطر عليه سيطرة تامة فيصبح شابا ضعيفا جباناً ، وأخيرًا نرى الغريب يطلب منه أن يقتله قبل أن يتم القبض عليه ، وينتهي الفيلم بقتل المجرم وتحل عقدة الطالب الجامعي .

## روابط خارجية
- مقالات تستعمل روابط فنية بلا صلة مع ويكي بيانات